# Il trono di ghiaccio
Il Trono di Ghiaccio (nota anche come Il Trono di Vetro) è una saga fantasy di narrativa per ragazzi dell'autrice americana Sarah J. Maas. Il primo libro della saga, intitolato in modo omonimo, viene pubblicato il 2 agosto 2012 dalla casa editrice Bloomsbury negli Stati Uniti, e in Italia da Mondadori. La saga comprende sette volumi più un prequel.    
La storia narra le vicende di Celaena Sardothien, un'assassina adolescente cresciuta in un regno corrotto da un tiranno. Dopo un anno in prigione, Celaena viene convocata al castello dal principe ereditario, che le propone di duellare contro 23 sfidanti per ottenere la libertà.
Nel 2015, la serie ha raggiunto il secondo posto nella lista di bestseller del New York Times; nel 2016 l'autrice ha annunciato che la saga subirà un adattamento per una serie televisiva di Mark Gordon e andrà in anteprima su Hulu.

## Trama
In Trono di Ghiaccio, Celaena Sardothien, celebre assassina nella città di Rifthold, viene imprigionata nelle miniere di sale di Endovier. Un anno dopo, il principe Dorian la libera a patto che lei competa nel concorso per diventare l'assassina del re. Durante le settimane antecedenti alla competizione, fa amicizia con il principe Dorian e con Chaol, il Capitano della Guardia. Insieme indagano sulla morte misteriosa dei partecipanti, e scoprono sempre di più sulla scomparsa della magia dalla terra di Adarlan.
In La Corona di Mezzanotte, Celaena è diventata l'assassina personale del Re. Nehemia, principessa di Eyllwe e amica di Celaena, viene assassinata dopo un incontro con il Re. Celaena, credendo che Chaol fosse a conoscenza del fatto e sconvolta dal dolore, attacca Chaol, ferendolo. Per aiutare Celaena, Chaol la manda a uccidere i regnanti del regno oltremare, Wendlyn, terra dove la magia esiste ancora. Prima di partire, Celaena ammette di essere Aelin Ashryver Galanthynius, principessa di Terrasen, regno invaso dieci anni prima dal re per cui Celaena lavora adesso.
Nel libro La Corona di Fuoco, incontra Rowan, guerriero di Maeve, nemica mortale di Celaena. Rowan insegna a Aelin a usare il potere magico del fuoco. I due si innamorano, ma si devono separare, quando Aelin deve tornare a Rifthold per reclamare il suo trono.

## La serie

### Antefatto (prequel)
- Raccolta La Lama dell'Assassina (2014)

1. L'assassina e il signore dei pirati (The Assassin and the Pirate Lord, 2013), Mondadori 2013
2. L'assassina e la guaritrice (The Assassin and the Healer, 2013), Mondadori 2016 (pubblicato inedito nella raccolta La lama dell'assassina)
3. L'assassina e il deserto (The Assassin and the Desert, 2013), Mondadori 2013
4. L'assassina e il male (The Assassin and the Underworld, 2013), Mondadori 2013
5. L'assassina e l'impero (The Assassin and the Empire, 2013), Mondadori 2013

### Saga
- Il trono di ghiaccio

1. Il trono di ghiaccio (Throne of Glass, 2012), Mondadori 2013
2. La corona di mezzanotte (Crown of Midnight, 2013), Mondadori 2014
3. La corona di fuoco (Heir of Fire, 2014), Mondadori 2016[5]
4. Regina delle ombre (Queen of Shadows, 2015), Mondadori 2018
5. L'impero delle tempeste (Empire of Storms, 2016), Mondadori 2019
6. La torre dell'alba (Tower of Dawn, 2017), Mondadori 2020
7. Il regno di cenere (Kingdom Of Ash, 2018), Mondadori 12 ottobre 2021

In Italia i prequel sono stati prima pubblicati singolarmente in formato e-book nel 2013, tranne L'assassina e la guaritrice. Il prequel mancante è stato pubblicato inedito insieme agli altri nella raccolta La lama dell'assassina.

## Personaggi nella serie[6]

### Protagonisti
- Celaena Sardothien - Un'assassina diciottenne, viene tradita dal suo padrone, e viene incarcerata nelle miniere di sale di Endovier. Riesce a sopravvivere un anno, quando una persona media dura tre mesi. Assume varie identità, ed è conosciuta come l'assassina di Adarlan. Il principe ereditario le propone di diventare il suo campione nella competizione per diventare l'assassina a servizio del Re. Per ottenere la sua libertà, dovrebbe lavorare per il Re per altri quattro anni. Durante la competizione assume il nome Lillian Gordaina, una ladra di gioielli, per evitare di essere presa di mira dagli altri partecipanti. Nel terzo libro della saga, Erede di Fuoco, ammette di essere Aelin Ashryver Galanthynius, l'unica erede al trono di Terrasen, stato occupato dal Re di Adarlan. In Queen of Shadows e Empire of Storms assume il suo ruolo come legittima regina, ma viene ostacolata da altre forze oscure in gioco nel continente di Erilea.
- Dorian Havilliard - Principe ereditario e poi Re di Adarlan, di diciannove anni, sottomesso dal padre autoritario. È un bel ragazzo e un donnaiolo, ma la maggior parte delle ragazze lo cerca per il suo titolo. Nonostante ciò, lui si invaghisce di Celaena, che però si innamora di Chaol; il fatto per un periodo danneggerà l'amicizia tra Chaol e Dorian. S'innamora poi di Sorcha, una guaritrice del castello, in seguito uccisa dal Re di Adarlan. Infine diventa l'amante di Manon Becconero, una strega dai denti di ferro che si rivelerà poi la regina delle Crochan.
- Chaol Westfall - Capitano della Guardia del Re, amico d'infanzia di Dorian. Ha un codice morale molto severo, ma l'arrivo di Celaena gli fa rivalutare la sua etica.
- Rowan Biancospino - Guardia giurata di Maeve, un guerriero molto abile che ha il compito di insegnare a Celaena ad usare i suoi poteri magici, s'innamora perdutamente di lei, la quale lo libererà dal giuramento di sangue con Maeve per farlo diventare primo membro della sua corte.
- Aedion Ashryver - Cugino di Aelin Ashryver Galanthynius, presunto traditore della casata Galanthynius, ma che poi si svela essere sempre stato fedele a Aelin.
- Lysandra - Cortigiana a servizio di Arobynn Hamel, ex-padrone di Celaena. Celaena e Lysandra sono sempre state nemiche, ma col passare del tempo, si ritrovano a lottare per gli stessi motivi, diventando amiche. Con il ritorno della magia si rivela essere una mutaforma.
- Manon Becconero - Capo clan delle streghe Becconero, ma poi scopre di essere la figlia della regina delle streghe Crochan, amante di Dorian Havilliard II

### Antagonisti
- Re di Adarlan - Ha invaso Terrasen quando Celaena aveva otto anni, si è auto dichiarato imperatore, e ha intenzione di utilizzare la magia per governare il mondo. È riuscito a trovare un modo per togliere la magia da Adarlan, mantenendo però il suo potere.
- Maeve - Regina di Doranelle, terra degli fae. Ha sempre voluto conoscere Celaena, essendo a conoscenza del suo potenziale.
- Erawan - Re di Valg, demoni maligni che vogliono invadere il continente.
- Matrona Becconero - Nonna di Manon, regina delle streghe.
- Caino - Uomo impossessato da un demone, che prova ad uccidere Celaena.
- Arobynn Hamel - padrone abusivo di Celaena e Lysandra. Più volte la manipola e la picchia in modo che faccia ciò che vuole lui.

### Personaggi secondari
- Sam Cortland - Altro assassino che lavora per Arobynn. Amico e primo amore di Celaena
- Kaltain Rompier - Ragazza figlia di un ricco mercante, che vuole diventare regina, sposando Dorian, viene tenuta prigioniera a Morath
- Fenrys - Guardia giurata che lavora per Maeve, ma che la odia profondamente. È innamorato di Celaena, ma malgrado non sia corrisposto rimane uno dei suoi più stretti amici. Vuole lavorare per lei invece che Maeve, ma è sotto il suo potere.
- Gavriel - altra guardia giurata, padre di Aedion Ashryver.
- Lorcan Salvaterre - Guardia giurata, che ama Maeve, ma non viene ricambiato. Odia Celaena perché gli ha portato via Rowan, ma poi si trovano a dover lavorare insieme
- Mala - dea del fuoco, da cui si presume discenda Celaena.
- Nehemia Ytger - Principessa di Eyllwe, vuole liberare il suo popolo dal tiranno.
- Elide Lochan - Amica d'infanzia di Celeana e Signora di Perranth
- Yrene Towers - potente Guaritrice

## Sviluppo
Versioni precedenti
L’autrice aveva pubblicato una versione del libro su FictionPress nel 2002, quando aveva solo sedici anni.
Ispirazione
La Maas ha discusso, in un'intervista prima del debutto della serie, il processo di generazione della protagonista.
«Sono cresciuta leggendo libri come “L’eroe” di Robin McKinley e “La Corona” di Garth Nix -entrambi narrano di eroine forti, le quali hanno profondamente plasmato la mia identità e mi hanno fatto vedere la donna forte. Ho iniziato a scrivere sapendo che volevo creare libri del genere, soprattutto perché questo è ciò che mi interessa e dove la mia passione si trova, ma anche perché mi piacerebbe che le giovani donne che si trovano a leggere [Trono di Ghiaccio] e si sentano forti anche loro.»
L’eroina della storia, Celaena Sardothien, è presentata come un'orfana cresciuta come un’assassina. È caratterizzata come abile, arrogante e arguta. Durante la costruzione del personaggio della protagonista, la Maas si è ispirata a Eowyn, dal il Signore degli Anelli, e alla caratterizzazione di Velma Kelly di Chicago. La Maas ha dichiarato «l’arroganza e l’intensità di quest’ultima mi hanno fatto venire voglia di creare una donna del genere-una donna che non si scusa mai di essere così talentuosa e determinata e completamente innamorata di se stessa.»
La scrittrice ha descritto Celaena come un personaggio altamente capace i talenti della quale sono anche fonte di numerosi difetti. Nelle interviste precedenti all'uscita della saga, la Maas ha sottolineato la questione dell’impazienza e della vanità dell’eroina. Ha anche ammesso che Celaena sarebbe cresciuta e maturata nell'adattamento al nuovo ruolo. In aggiunta alle abilità di assassina, la Maas ha voluto aggiungere caratteristiche e hobby che una ragazza della sua età potrebbe avere, tra cui l’amore per lo «shopping, i libri e buon cibo, ma anche il mettersi sempre nei pasticci.»
Mentre stava creando la storia, la Maas ha voluto dare a Celaena e Chaol una serie di differenze. Infatti all'inizio della vicenda, Chaol è caratterizzato come una persona molto eticamente corretta, che segue la legge senza battere ciglia, mentre Celaena è caratterizzata come moralmente ambigua. L'autrice ha detto che l'arrivo di Celaena al castello scombussola la morale di Chaol, che con il tempo riesce a vedere Celaena come un essere umano, e non solo come una prigioniera. Durante la stesura del romanzo, la Maas ha provato a descrivere Chaol come un personaggio che ha sempre visto il mondo in bianco e nero, e che Celaena gli mette il dubbio per la prima volta.
L'autrice ha dichiarato che la musica classica è stata una sua fonte d'ispirazione, e per ogni suo libro ha una playlist individuale, la quale ascolta per entrare nell'atmosfera giusta.

## Pubblicazione
Tra gennaio e luglio 2012, prima del lancio della serie, Bloomsbury ha pubblicato quattro prequel in formato ebook: L'assassina e il signore dei pirati, L'assassina e la guaritrice, L'assassina e il deserto, L'assassina e il male e L'assassina e l'impero. Il trono di ghiaccio è stato letto in anteprima da Publishers Weekly, a febbraio. Il trailer del libro è andato in onda su MTV.com a maggio. I diritti di pubblicazione sono stati acquistati dalla Creative Artists Agency.
Nel 2015 la pubblicazione della serie aveva subito un'interruzione a causa delle basse vendite. In seguito a una petizione dei fan della scrittrice, diffusa on-line, la Mondadori ha scelto di continuare la saga.

## Accoglienza
ll trono di ghiaccio ha ricevuto recensioni generalmente positive, entrando a far parte della New York Times bestseller list. Publishers Weekly ha descritto il romanzo come «un debutto molto potente», la pubblicazione ha aggiunto «non è una storia d'amore sdolcinata, ma nemmeno arcigna. Celaena è un'assassina, ma non perso l'amore per i vestiti o i libri, e riesce sempre a vedere con un velo d'ottimismo. La Maas tende a descrivere eccessivamente, ma la vivacità e la freschezza della narrazione lo rendono una lettura eccitante.» The Guardian ha dato al libro 5 stelle su 5, dichiarando che la protagonista ha più cose in comune con il lettore di molte altre protagoniste femmine. Nella recensione di Serena Chase di USA Today, Celaena è stata descritta come «Cenerentola portata al livello successivo.»
La Kirkus ha dichiarato «un'assassina adolescente, una principessa ribelle, dei gargoyle minaccianti, portali paranormali e un castello di ghiaccio, sono tutte cose che sembrano elettrizzanti, e lo sono.» «Celeana sta solamente cercando di crearsi una vita, che rende la vicenda senza tempo. Nonostante la sanguinosa competizione, Celaena riesce comunque a essere in conflitto con quale dei due uomini alti, misteriosi e ricchi si deve fidanzare, o quale gonna deve indossare al ballo in maschera.» Concludendo, «a miscela di commedia, brutalità e fantasia lo rendono un universo parallelo con una protagonista dalla testa calda come stella più luminosa».
Ad Agosto Il trono di ghiaccio è stato nominato come "Migliore libro del mese per ragazzi" da Amazon. Whitney Kate Sullivan dei Romantic Times ha detto che il mondo fantastico della Maas è uno dei più coinvolgenti che abbia recensito tutto l'anno. La crescita dell'assassina protagonista e i personaggi secondari dai molteplici strati sono fantastici. Serena Chase ha elogiato il triangolo amoroso e ha ammirato «la capacità della Maas di costruire un mondo, di creare una rivisitazione di Cenerentola piena di leggende, favole e tradizione religiose con la magia di un mondo nuovo pieno di difetti. Molti autori tendono a basarsi sui dettagli geografici, ma la Maas ha costruito un ambiente più politico e i personaggi sono stati creati a seconda di quest'ultimo.» Chase ha anche lodato l'autrice dichiarando che «l'eroina è veramente degna di nota, che non sacrifica ciò che la rende vera per fare la cosa giusta alla fine.»